# 四万十町立図書館
四万十町立図書館（しまんとちょうりつとしょかん）は、高知県高岡郡四万十町にある公共図書館である。
四万十町が管理運営する図書館には、四万十町立図書館（本館）、四万十町立図書館大正分館、四万十町十和振興局図書コーナーがあり、移動図書館車（BM：BookMobile）が町内23箇所を巡回している。全館の蔵書数は76,312冊で、年間貸出数は42,507冊である（2023年度統計）。
四万十町立図書館（本館）には町立美術館が併設している。2024年度には両館の機能を併せ持つ複合施設「四万十町文化的施設」が開館する予定であった。よって本項では町立図書館に加えて、町立美術館ならびに複合施設についても触れる。

## 歴史
1965年（昭和40年）10月に窪川町立図書館（現・四万十町立図書館〈本館〉）が窪川町（現・四万十町）本町7-23（窪川公民館内）に開館。

## 四万十町立図書館（本館）
高知県高岡郡四万十町茂串町9-20にある四万十町立図書館の本館である。
2023年度統計（要覧）によると、蔵書数は31,427冊、年間貸出数は30,635冊となっており、四万十町の図書館の中で最も大きな規模となっている。
主な蔵書としては、図書を48,930冊（一般書：31,427冊、児童書：17,503冊）、雑誌を34誌、新聞6紙所蔵している。

### 施設構造
1階に図書館と美術館が併設されている。

### サービス
図書館の入館や利用はだれでも可能であるが、館外貸出には利用者登録が必要で四万十町に在住・在勤・在学者のみが可能となっている。また、檮原町・津野町・中土佐町・黒潮町・四万十市との図書館相互利用が行われており、その地域に在住の場合は利用者登録をすることで図書の貸出ができるようになる。
資料の返却は、次の4か所（図書館本館・大正分館・十和地域振興局町民生活課・移動図書館車巡回場所）で可能になっている。インターネット上での予約・取り置き、貸し出し状況の確認ができるサービスが展開されており、利用者登録をすることで利用することができる。
館外貸出
図書：20冊まで14日間
開館時間
火曜日 - 土曜日：9時00分 - 18時00分
日曜日：9時00分 - 17時00分
休館日
月曜日、祝日 年末年始、特別整理期間

### 立地
JR土讃線窪川駅より南へ徒歩約10分の場所に位置し、飲食店や第37番札所藤井山五智院岩本寺などがあるも、老朽建築物や空き地が多く、市街地の中心部から少し離れた所に立地している。
車では高知自動車道四万十町中央ICより南へ約10分程度で、館内には大型1台、普通車10台分の無料駐車場がある。

## 四万十町立美術館
四万十町立美術館（しまんとちょうりつびじゅつかん）は、高知県高岡郡四万十町茂串町9番20号にある美術館である。四万十町立図書館（本館）と併設されている。

### サービス
開館時間
火曜日 - 土曜日：10時00分 - 17時30分
日曜日：10時00分 - 16時30分
展覧会最終日：10時00分 - 16時00分
休館日
月曜日、祝日 年末年始
観覧料
通常展示
15歳以上 （高校生を除く） - 個人：200円／20人以上の団体：110
高校生以下：無料
特別展示
2,100円以内で町長が定める額

## 四万十町文化的施設
四万十町文化的施設（しまんとちょうぶんかてきしせつ）は、2024年度に開館を予定していた、図書館や美術館などが含まれる複合施設。
2017年（平成29年）9月に「四万十町文化的施設検討委員会」が設置され、約7年後の2024年3月7日をもって現計画での整備中止が決定した。

### 歴史

#### 年表
- 2017年（平成29年）9月 - 「文化的施設検討委員会」が設置[6]。
- 2019年（平成31年）3月 - 「四万十町文化的施設基本構想」を策定[1]。
- 2023年（令和5年）
  - 2月15日 - 移動図書館車を納車[1]。
  - 9月 - 議会定例会にて、工事請負の契約議案が否決[14]。
- 2024年（令和6年）3月6日 - 議会定例会にて、町長が事業中止を表明[15]。

## 四万十町立図書館大正分館
四万十町立図書館大正分館（しまんとちょうりつとしょかんたいしょうぶんかん）は、高知県高岡郡四万十町大正380（大正地域振興局3F）にある四万十町立図書館の分館である。

## 移動図書館
四万十町立図書館移動図書館車（しまんとちょうりつとしょかんいどうとしょかんしゃ）は、2023年（令和5年）2月15日に納車された移動図書館である。

## アクセス

### 本館／美術館
- 住所 - 高知県高岡郡四万十町茂串町9-20
- JR土讃線・窪川駅より徒歩約10分

### 大正分館
- 住所 - 高知県高岡郡四万十町大正380 大正地域振興局3F
- JR予土線・土佐大正駅下車 徒歩15分

### 十和図書コーナー
- 住所 - 高知県高岡郡四万十町十川145番地3 四万十町十和振興局1F
- JR予土線・十和駅下車 徒歩5分